# 포키온

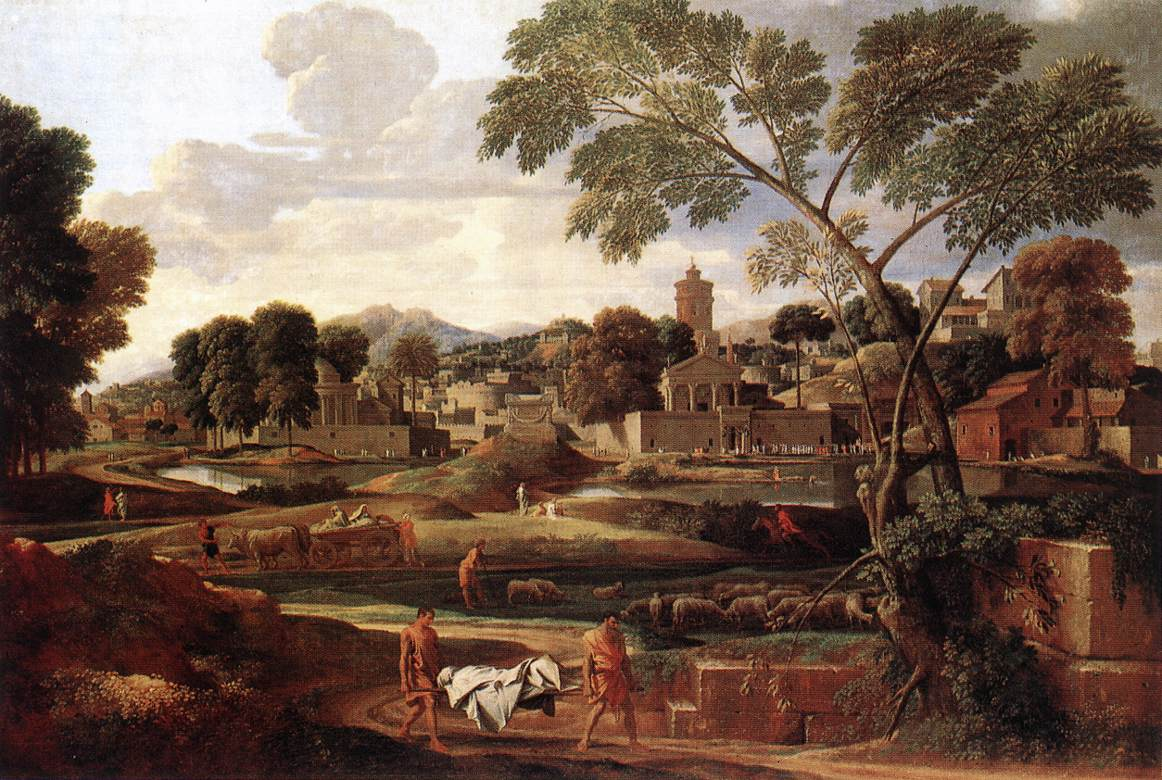
포키온의 장례, 니콜라 푸생 (1648)

포키온(고대 그리스어: Φωκίων Phokion, ? - 기원전 318년경)은 고대 아테나이의 정치인이자, 스트라테고스이며, 플루타르코스의 《영웅전》에 등장하는 인물이다.
포키온은 아테나이의 성공한 정치가였다. 그는 엄격한 검소가 미덕의 조건이라고 믿었으며, 그 원칙에 따라 살았다. 결과적으로 그는 ‘선’(善, The Good)이라는 인기있는 별명으로 알려졌다. 게다가 사람들은 포키온이 아테나이 민회에서 가장 정직한 사람으로 생각했다. 그러나 그러한 포키온의 반대 경향은 전체 정치권에서 그를 고립시키는 결과를 가져왔다. 그럼에도 불구하고, 카브리아스에 의해 얻어진 그의 개인적 위신이나, 군사적 식견 모두에 의해, 포키온은 스트라테고스로 여러 차례 선출되었고, 45번의 임기를 기록했다. 그리하여, 그의 84년 생애 대부분동안, 포키온은 아테나이의 가장 중요한 직위를 차지했다.
기원전 320년대 말기, 안티파트로스에 의해 마케도니아가 아테나이의 완전한 지배권을 행사할 수 있게 되자, 어느 정도 타협을 했던 포키온은 도시 중심가와 시민들을 방어했다. 그는 심지어 적들의 불명예스러운 요청을 거부하기조차 했다. 그러나, 그의 입장은 대부분의 자유 아테나이 시민들과 그를 처형하게 유도했던 차기 마케도니아의 지도자 폴리페르콘 모두에게 반대적 입장에 서 있었던 것이었다.

## 어린 시절
포키온의 아버지는 철 도구를 생산하는 선반을 운용하는 사람이었다.
어렸을 적에, 포키온은 자유주의 관념을 탐구했다. 그는 플라톤의 학생이자, 크세노크라테스의 친구였다. 그러한 철학적 교육을 통해, 포키온은 덕을 가진 도덕적인 인물로 성장했고, 사려분별력이 있는 신중한 충고를 주곤했다. 이러한 학원 교육은 그에게 지대한 영향을 주었지만, 그가 주목받기 시작한 것은 철학자로서가 아니라 군인으로서였다.

## 같이 보기
- 델로스 동맹